# 人間の壁
『人間の壁』（にんげんのかべ）は、1959年（昭和34年）10月18日公開の日本映画である。山本プロダクション製作、新東宝配給。監督は山本薩夫、主演は香川京子。モノクロ、シネマスコープ、146分。
石川達三が佐賀県で起こった佐教組事件を基に執筆した同名小説が原作で、ナイーブな女教師が岸信介内閣下の教育労働争議を通して、人間として教師として成長していく姿を描く。日教組のカンパで製作された。第33回キネマ旬報ベスト・テン第6位。

## スタッフ
- 監督：山本薩夫
- 製作：伊藤武郎
- 製作補佐：宮古とく子
- 原作：石川達三
- 脚本：八木保太郎
- 音楽：林光
- 撮影：前田実
- 美術：久保一雄
- 録音：安恵重遠
- 照明：平田光治

## キャスト
- 志野田（尾崎）ふみ子：香川京子
- 沢田先生：宇野重吉
- 穴山先生：宇津井健
- 志野田健一郎：南原伸二
- 庄司春子：沢村貞子
- 与田消防団長の夫人：岸輝子
- 須藤先生：高橋とよ
- 和田澄江：北林谷栄
- 神倉先生：三ツ矢歌子
- 一条先生：高橋昌也
- 澄江の夫：殿山泰司
- 与田消防団長：松本克平
- 吉沢委員長：永田靖
- 熊井校長：清水一郎
- 竹越先生：大町文夫
- 直木薬局店主：三島雅夫
- 北見先生：長浜藤夫
- 大川市会議員：嵯峨善兵
- 永井智雄
- 山岸夫人：菅井きん
- 奥田夫人：三戸部スエ
- 辻伊万里
- 杉山徳子
- 長田夫人：文野朋子
- 雲海和尚：松本染升
- 大久保先生：武内文平
- 松下校務主任：福原秀雄
- 金山の父：中村栄二
- 駅長：福地悟朗
- 刑事：井上昭文
- 松山夫人：岬たか子
- 田所千鶴子
- 安藤用務員：広田新二郎
- 浅井の父：東野英治郎（特別出演）
- キヨ子：水戸光子（特別出演）
- 山岸勘吉：多々良純（特別出演）
- 有馬教育長：小沢栄太郎（特別出演）
- 新井代議士：伊藤雄之助（特別出演）

## 受賞
- 第33回キネマ旬報ベスト・テン 第6位
- 第14回毎日映画コンクール 監督賞、音楽賞、男優助演賞（宇野重吉）
- 第10回ブルーリボン賞 音楽賞、企画賞（山本プロ）